# Pic de Nubie
Campethera nubica
Espèce
Statut de conservation UICN

 LC  : Préoccupation mineure
Le pic de Nubie (Campethera nubica) est une espèce d'oiseau de la famille des Picidae, dont l'aire de répartition s'étend sur la République démocratique du Congo, la République centrafricaine, le Tchad, le  Soudan, l'Érythrée, l'Éthiopie, Djibouti, la Somalie, le  Kenya, l'Ouganda et la Tanzanie.

## Liste des sous-espèces
- Campethera nubica nubica (Boddaert, 1783)
- Campethera nubica pallida (Sharpe, 1902)